# Lentilă gravitațională

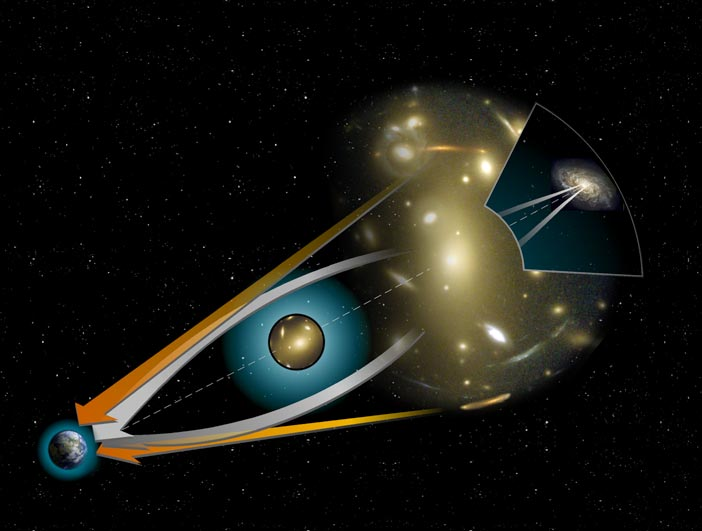
Principiul devierii razelor de lumină. Imaginea obiectelor îndepărtate ia forma unor arce care înconjoară obiectul masiv intermediar. Deviația este diferită de o lentilă optică.

În astrofizică, o lentilă gravitațională sau mirajul gravitațional este produsă de prezența unui corp ceresc foarte masiv (cum ar fi, de exemplu, un roi de galaxii) situat între un observator și o sursă de lumină îndepărtată. Lentila gravitațională, conferind un câmp gravitațional puternic în jurul său, are ca efect curbarea razelor de lumină care trec în apropierea ei, distorsionând astfel imaginile primite de un observator plasat pe linia de vedere. În cazul alinierii perfecte a sursei observate și corpul ceresc jucând rolul de lentilă gravitațională față de observator, mirajul poate lua forma unui inel Einstein. Tratând lumina ca corpusculi care călătoresc cu viteza luminii, fizica newtoniană prezice, de asemenea, curbarea luminii, dar doar jumătate din cea prezisă de relativitatea generală.
Deși Einstein a făcut calcule nepublicate pe acest subiect în 1912, Orest Khvolson (1924) și Frantisek Link (1936) sunt, în general, creditați că au fost primii care au discutat efectul în lucrări tipărite. Cu toate acestea, acest efect este asociat mai frecvent cu Einstein, care a publicat un articol pe acest subiect în 1936.
Fritz Zwicky a precizat în 1937 că efectul ar putea permite roiurilor de galaxii să acționeze ca lentile gravitaționale. Abia în 1979, acest efect a fost confirmat prin observarea Twin QSO SBS 0957+561.

## Principiu
Un corp masiv, cum ar fi o stea, o gaură neagră sau o galaxie, curbează spațiu-timp, conform legilor relativității generale. Lumina, urmând întotdeauna calea cea mai scurtă, este curbată de câmpul gravitațional.
Spre deosebire de lentilele optice, curbarea maximă a luminii este mai aproape de centrul lentilei gravitaționale și minimă mai departe de acest centru. În consecință, o lentilă gravitațională nu are un singur punct focal, ci are în schimb o „linie focală”.
De exemplu, dacă o galaxie din apropiere și un quasar îndepărtat se află pe aceeași linie de observație, adică exact în aceeași direcție a cerului față de observator, lumina care vine de la quasar va fi puternic curbată în timpul trecerii sale în apropierea galaxiei. Razele de lumină care trec ușor deasupra galaxiei sunt curbate în jos și au ca rezultat o imagine deplasată în sus a quasarului. Pe de altă parte, razele de lumină care trec pe sub galaxie sunt curbate în sus și dau naștere unei imagini a quasarului deplasată în jos. În acest fel, galaxia din apropiere, perturbând propagarea luminii de la quasar, dă naștere mai multor imagini ale acesteia.

## Istoric

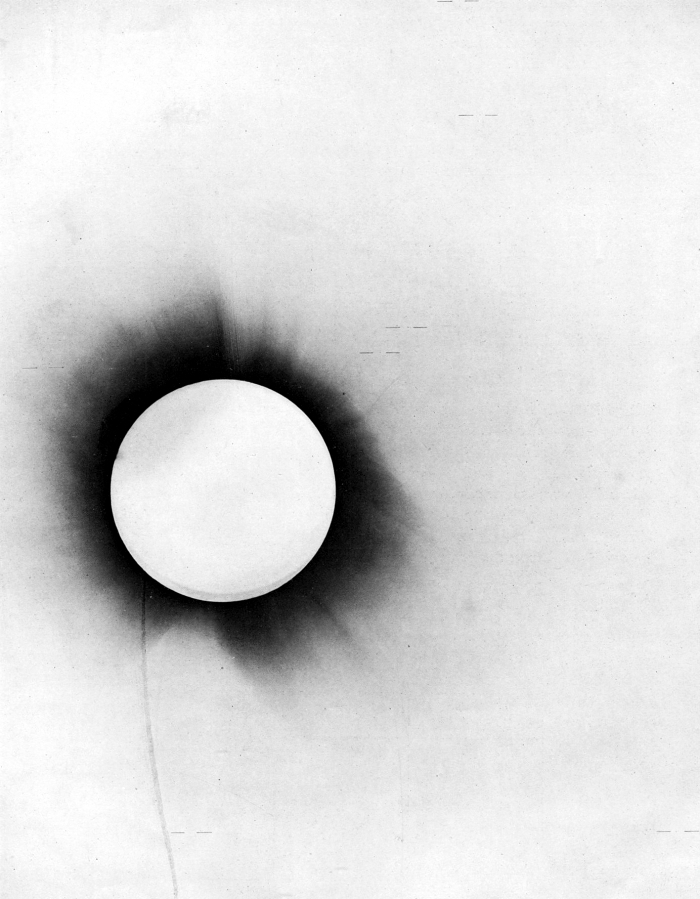
Una dintre fotografiile lui Eddington cu experimentul eclipsei de soare din 1919, prezentată în lucrarea sa din 1920.

Henry Cavendish în 1784 (într-un manuscris nepublicat) și Johann Georg von Soldner în 1801 (publicat în 1804) subliniază că gravitația newtoniană prezice că lumina stelelor se va curba în jurul unui obiect masiv așa cum presupusese deja Isaac Newton în 1704 în cartea sa Optica. Einstein remarca în 1915, în procesul de formulare a relativității generale, că rezultatul lui Soldner din 1801 este doar jumătate din valoarea corectă. Einstein a devenit primul care a calculat valoarea corectă pentru curbarea luminii.
Prima observație a curbării luminii a fost realizată prin observarea schimbării poziției stelelor pe măsură ce treceau în apropierea Soarelui pe bolta cerească. Observațiile au fost efectuate în 1919 de Arthur Eddington, Frank Watson Dyson și colaboratorii lor în timpul eclipsei totale de soare din 29 mai.
Eclipsa de soare a permis observarea stelelor din apropierea Soarelui. Observațiile au fost făcute simultan în orașele Sobral din Brazilia și în São Tomé și Príncipe de pe coasta de vest a Africii. Observațiile au demonstrat că lumina de la stelele care trec în apropierea Soarelui era ușor curbată, astfel încât stelele păreau ușor deplasate.
Rezultatul a fost considerat o știre spectaculoasă și a ajuns pe prima pagină a majorității ziarelor importante. Ea i-a făcut pe Einstein și teoria relativității generale celebri în întreaga lume. Când a fost întrebat de asistentul său care ar fi fost reacția lui dacă relativitatea generală nu ar fi fost confirmată de Eddington și Dyson în 1919, Einstein a spus „Atunci mi-ar fi părut rău pentru dragul Lord. Teoria este corectă oricum”. În 1912, Einstein a speculat că un observator ar putea vedea mai multe imagini ale unei singure surse de lumină, dacă lumina ar fi curbată în jurul unei mase. Acest efect ar face ca masa să acționeze ca un fel de lentilă gravitațională. Cu toate acestea, deoarece a luat în considerare doar efectul deflexiunii în jurul unei singure stele, el a părut să concluzioneze că este puțin probabil ca fenomenul să fie observat în viitorul previzibil, deoarece aliniamentele necesare între stele și observator ar fi foarte improbabile. Câțiva alți fizicieni au speculat și despre lentilele gravitaționale, dar toți au ajuns la aceeași concluzie că ar fi aproape imposibil de observat.

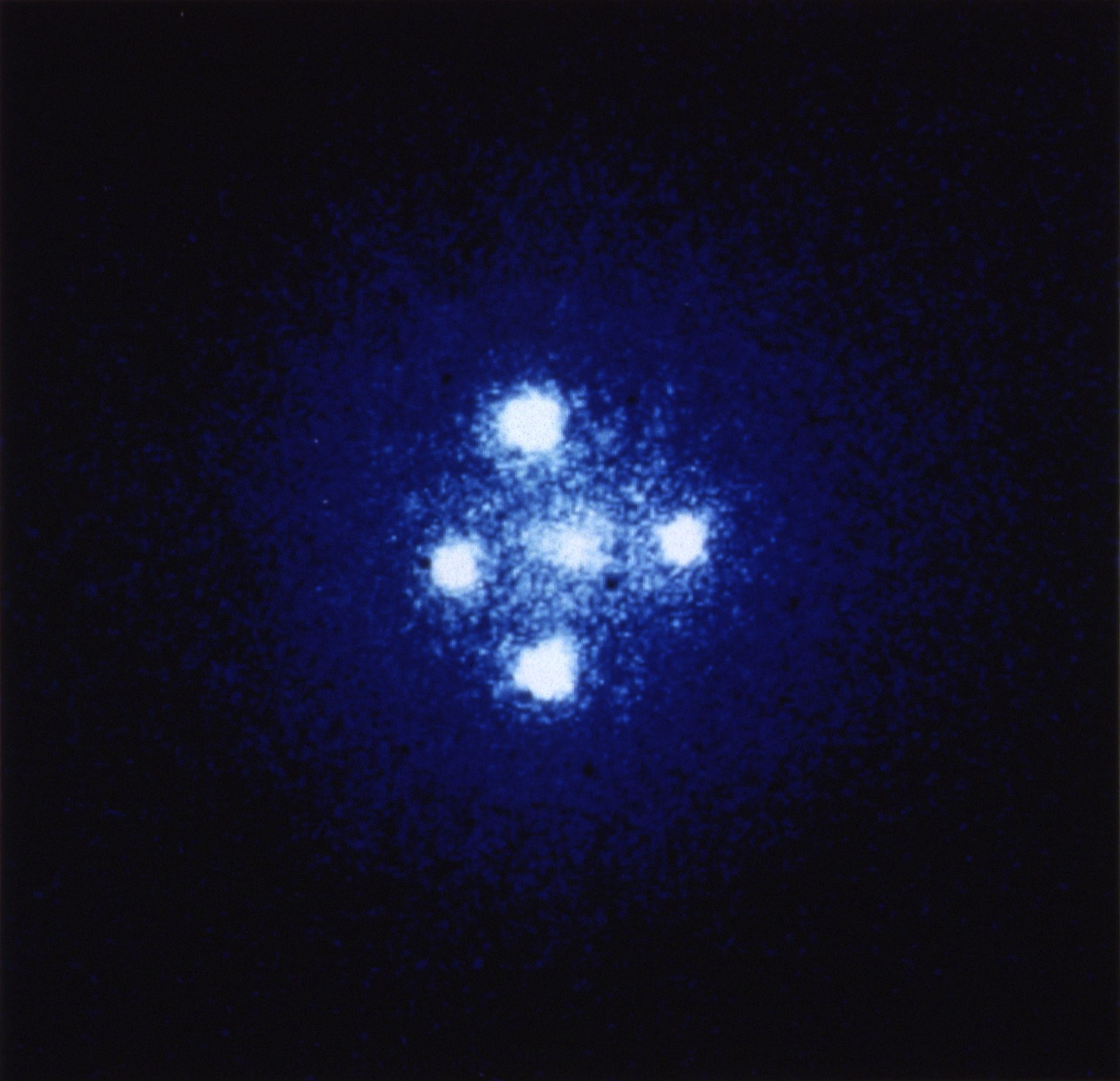
Într-o formație cunoscută sub numele de „Crucea lui Einstein”, patru imagini ale aceluiași quasar îndepărtat apar în jurul unei galaxii din prim-plan datorită efectului de lentilă gravitațională.

Deși Einstein a făcut calcule nepublicate pe acest subiect, prima discuție despre lentila gravitațională publicată a fost scrisă de Khvolson, într-un scurt articol care discuta „efectul de halo” al gravitației atunci când sursa, lentila și observatorul sunt aproape perfecte aliniate, denumit în pezent inelul Einstein.
În 1936, după unele îndemnuri din partea lui Rudi W. Mandl, Einstein a publicat fără tragere de inimă scurtul articol „Lens-Like Action of a Star By the Deviation of Light In the Gravitational Field” în revista Science. În 1937, Fritz Zwicky a considerat pentru prima dată cazul în care galaxiile nou descoperite (care erau numite „nebuloase” la acea vreme) puteau acționa atât ca sursă, cât și ca lentilă și că, din cauza masei și dimensiunilor implicate, efectul era mult mai probabil de observat. În 1963 Yu. G. Klimov, S. Liebes și Sjur Refsdal au recunoscut în mod independent că quasarii sunt o sursă de lumină ideală pentru efectul lentilei gravitaționale.
Abia în 1979 va fi descoperită prima lentilă gravitațională. A devenit cunoscut sub numele de „Dublu Quasar”, deoarece arăta inițial ca două obiecte quasistelare identice. (Se numește oficial SBS 0957+561.) Această lentilă gravitațională a fost descoperită de Dennis Walsh, Bob Carswell și Ray Weymann folosind telescopul de 2,1 metri Kitt Peak National Observatory.